# Sándor Rózsa

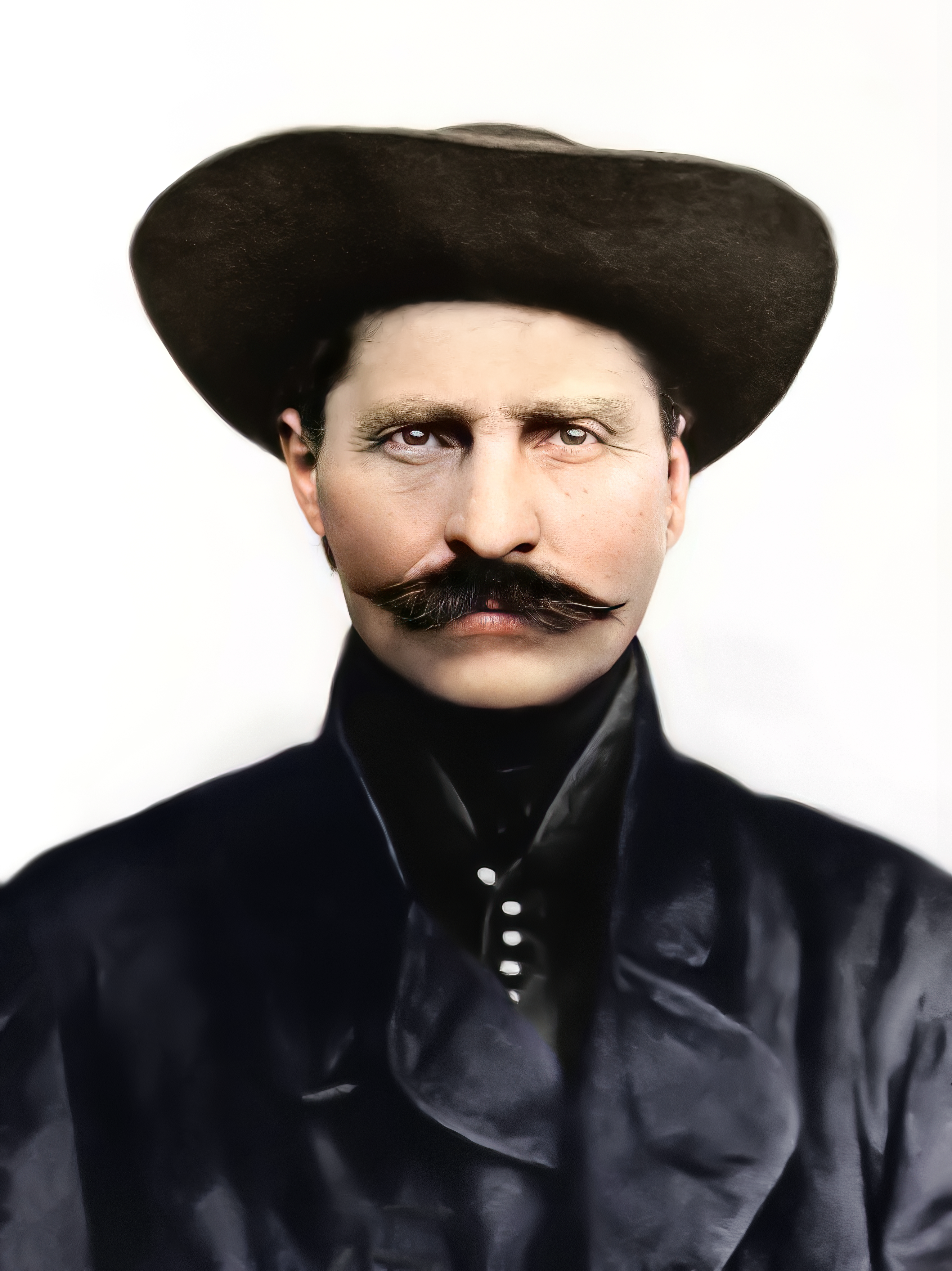
Sándor Rózsa na kolorowanej fotografii

Sándor Rózsa (ur. 10 lipca 1813 w Röszke, zm. 22 listopada 1878 w Szamosújvárze) – rozbójnik węgierski, uczestnik powstania węgierskiego w 1848–1849.
Już w młodym wieku zajmował się rozbojem za przykładem swego ojca i dziadka, był wspaniałomyślnym dla ubogich, których wspierał kosztem ludzi bogatych i cieszył się życzliwością ludu. Podczas rewolucji Lajos Kossuth wysłał go z oddziałem ochotników przeciwko Serbom i następnie, jako szpiega, do Komárna. Aresztowany 1856, po trzyletnim procesie został skazany na śmierć, ale złagodzono mu tę karę na dożywocie i osadzono w twierdzy Kufstein. Po upływie ośmiu lat uzyskał amnestię, ale znowu puścił się na rozboje; 1868 dokonał napadu na pociąg kolei żelaznej. W końcu udało się komisarzowi królewskiemu hr. Gedeonowi Rádayowi zwabić go do fortecy segedyńskiej, gdzie w 1872 skazany został ze swą bandą na dożywotnie więzienie, które odsiadywał w Szamosújvárze. Tam też zmarł.